# Đá mắt hổ
Đá mắt hổ (Tên tiếng Anh: Tiger's eye) là một loại đá quý chatoyant thường là một loại đá biến chất có màu vàng đến nâu đỏ và ánh sáng mượt. Là thành viên của nhóm thạch anh, mắt hổ có được vẻ ngoài mượt mà, bóng mượt từ sự xen kẽ song song của các tinh thể thạch anh và các sợi amphibole biến đổi chủ yếu biến thành limonite.
| "Photograph of a chunk of rock containing horizontal bands which contain golden fibers which are positioned vertically within the bands" | "Photograph of a polished ovoid stone with bands containing shimmering golden fibers" |  |

## Các dạng Đá mắt hổ khác

### Đá mắt hổ sắt

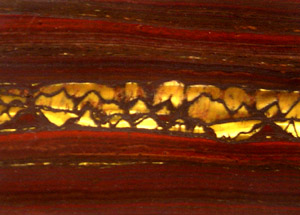
Đá mắt hổ sắt

Đá mắt hổ sắt là một loại đá biến đổi bao gồm thành phần chủ yếu là đá mắt hổ, jasper đỏ và hematit đen. Các dải màu nhấp nhô, tương phản của màu sắc và ánh sáng tạo nên một họa tiết hấp dẫn và nó chủ yếu được sử dụng để làm đồ trang sức và trang trí. Đá mắt hổ sắt là một vật liệu trang trí phổ biến được sử dụng trong một loạt các ứng dụng, từ hạt cho đến chuôi dao.
Đá mắt hổ sắt được khai thác chủ yếu ở Nam Phi và Tây Úc. Có thành phần chủ yếu là Silicon dioxide và có màu chủ yếu là oxit sắt. Các tỷ trọng khoảng 2,64-2,71. It is formed by the alteration of crocidolite.

### Đá mắt hổ Serpentine

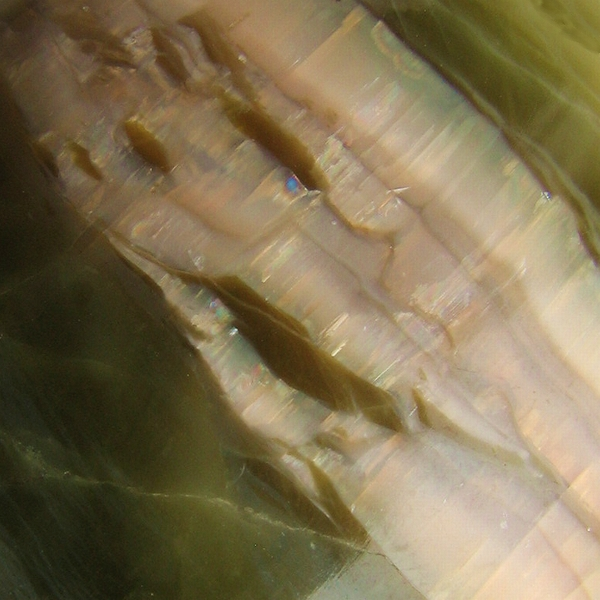
Đá mắt hổ Serpentine từ Arizona

Đá mắt hổ Serpentine đôi khi được tìm thấy các dải chatoyant của sợi amiang trắng đã được tìm thấy ở các tiểu bang Arizona và California của Hoa Kỳ. Chúng đã được cắt và bán dưới dạng đá quý "Đá mắt hổ Arizona" và "Đá mắt hổ California".

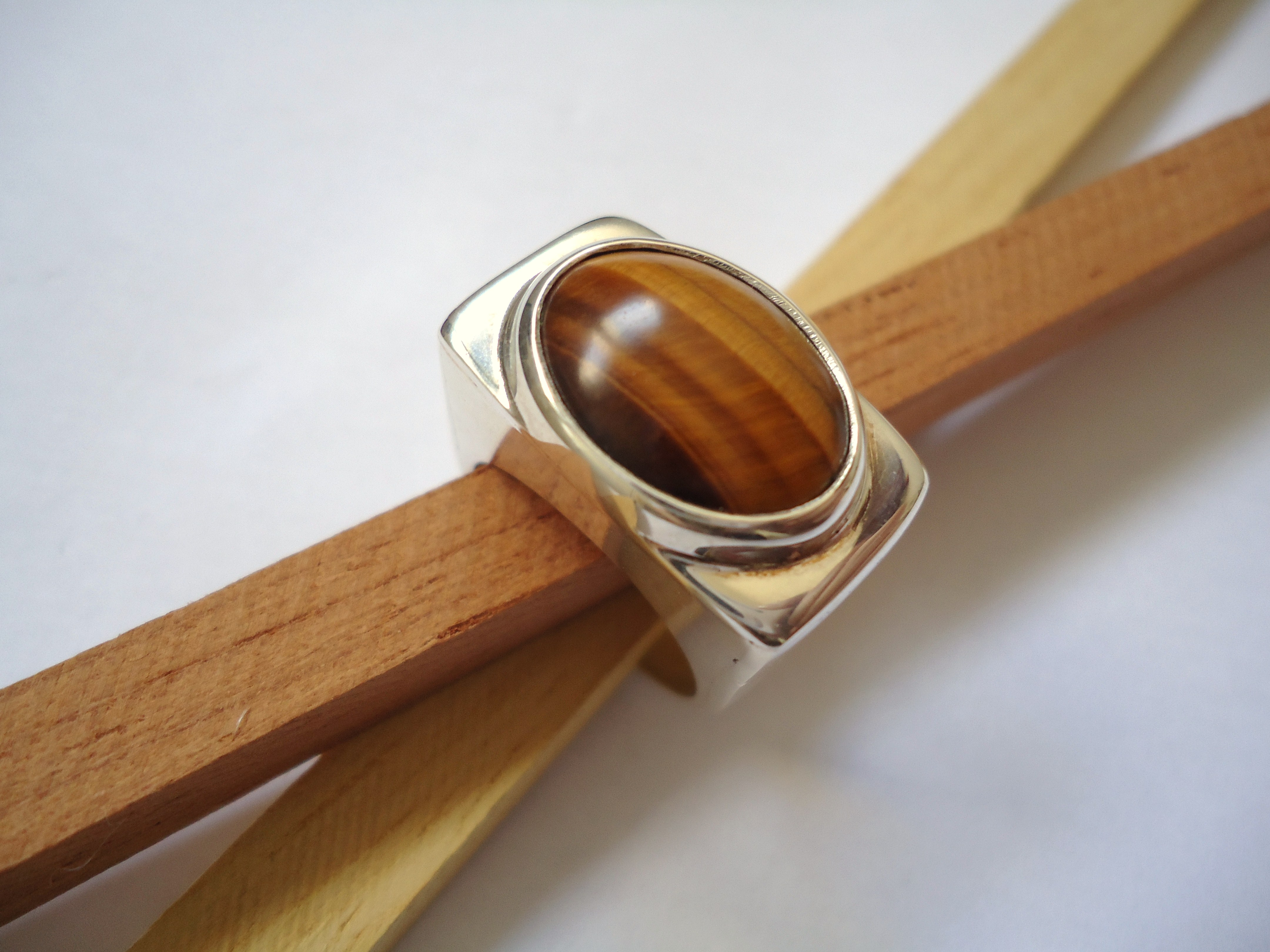
Đá mắt hổ được sử dụng rất nhiều để làm đồ trang sức và trang trí

## Đá mắt hổ trong văn hóa
Ở một số nơi trên thế giới, hòn đá được cho là có tác dụng xua đuổi ma quỷ. Các nhà tâm linh còn khẳng định rằng, hòn đá có tác dụng như một viên đá chữa bệnh chống đau đầu và thần kinh. Tuy nhiên cho đến hiện nay, không có bằng chứng khoa học nào chứng minh nó có tác dụng như vậy.